# Shoko
Keizer Shōkō (称光天皇, Shōkō-tennō, 12 mei 1401 – 30 augustus 1428) was de 101e keizer van Japan, volgens de traditionele opvolgvolgorde. Hij regeerde van 5 oktober 1412 tot aan zijn dood op 30 augustus 1428.

## Genealogie
Shōkō’s persoonlijke naam was Mihito (aanvankelijk geschreven als 躬仁, maar tegenwoordig geschreven als 実仁).
Hij was de oudste zoon van keizer Go-Komatsu. Zijn moeder was Hinonishi Motoko (日野西資子), dochter van Hino Sukekuni (日野資国). Shōkō kreeg zelf geen kinderen, maar adopteerde Go-Hanazono (de achterkleinzoon van voormalig troonpretendent Suko) als zijn opvolger.

## Leven
Shōkō volgde in 1412 op 12-jarige leeftijd zijn vader op als keizer, maar zijn officiële kroning vond pas twee jaar later plaats. Shōkō's troonsbestijging was tegen de afspraak die werd gemaakt toen het noordelijke - en zuidelijke hof van Japan weer een geheel werden. Eigenlijk had een lid van het zuidelijke hof de troon moeten erven.
Go-Komatsu regeerde aanvankelijk nog door als Insei-keizer, en de ware macht in het land lag bij het Ashikaga-shogunaat. Shōkō was aan zijn moeders kant van de familie verbonden met de shogun Ashikaga Yoshimitsu.
In 1419 vond de Oei-invasie plaats. In 1423 werd Ashikaga Yoshikatsu de nieuwe shogun.
Shōkō stierf op 27-jarige leeftijd. De exacte doodsoorzaak is niet bekend, maar deze wordt vaak toegeschreven aan het feit dat Shōkō zich bezighield met de studie van het bovennatuurlijke en demonen.

## Perioden
Shōkō’s regeerperiode valt binnen de volgende tijdsperioden van de Japanse geschiedenis:
- Ōei (1394-1428)
- Shōchō (1428-1429)

* Regent Jingu staat niet op de traditionele lijst.